# Jaklien Moerman
Jacqueline (Jaklien) Moerman (Ouwegem, 9 mei 1931 - 18 december 2011) was een Belgisch illustrator en kunstschilder.
Ze werd vooral bekend als illustrator van kinderboeken van auteur Mariette Vanhalewijn. Daarnaast illustreerde ze ook wenskaarten en kalenders, en maakte ze schilderijen. Ze illustreerde eveneens de talrijke verhaaltjes van  actrice en schrijfster  Alice Toen  " Voor onze kleintjes "  die gepubliceerd werden in het toenmalige tijdschrift  Rijk der Vrouw, voorloper van Libelle . Haar tekeningen waren vooral in de jaren 1970 erg populair in Vlaanderen.
- Biblioteca Nacional de España: XX1081446
- Digitale Bibliotheek voor de Nederlandse Letteren: moer068
- Gemeinsame Normdatei: 1202940242
- International Standard Name Identifier: 0000 0000 5922 8182
- Nederlandse Thesaurus van Auteursnamen: 071031138
- RKD-Nederlands Instituut voor Kunstgeschiedenis: 56520
- Virtual International Authority File: 15301564
- WorldCat: E39PBJxMqBK8hhQ99bxCVHhfv3